# Cung điện Nowe Miasto nad Pilicą
Cung điện Nowe Miasto nad Pilicą là một cung điện nằm ở Nowe Miasto nad Pilicą thuộc quận Grójce, Masovian Voivodeship, ở miền trung Ba Lan, dọc theo sông Pilica. Nó được xây dựng vào thế kỷ thứ mười tám bởi gia đình Grankowscy.

## Lịch sử
Việc xây dựng cung điện được khởi xướng bởi Francis Jerome Granowsky một thời gian trước năm 1735 và được hoàn thành bởi con trai của ông, Casmir Granowsky, vào năm 1756. Nó trải qua nhiều đời chủ sở hữu, quan trọng nhất là John of Nepomuk, người vào những năm 1820 đã thay thế các khung cửa sổ Baroque muộn bằng những cửa sổ Cổ điển, và trang trí phòng khách ở tầng một bằng các bộ phận đúc.
Một trăm năm sau, trong thời kỳ giữa chiến tranh, sự đổi mới tiếp tục diễn ra. Các vì kèo trên mái đã bị hư hại trong Thế chiến thứ nhất đã được xây dựng lại. Kết quả là, mái nhà giảm đáng kể, tác động tiêu cực đến hình ảnh của tòa nhà. Vào năm 1930, một đường lái xe chạy trước tòa nhà và được bao phủ bởi một sân thượng tầng một được hỗ trợ bởi các cột đã được thay thế bằng một ban công được hỗ trợ bởi corbels đơn giản. Hơn nữa, ban công trong khu vườn đã được thay thế bằng một sân thượng được hỗ trợ bởi các cột Tuscan.
Sau khi kết thúc Chiến tranh thế giới thứ hai, cung điện đã được chuyển đổi thành một trường trung học. Trong thời gian đó, kho thóc được sử dụng làm nhà trọ cho học sinh và cho những người thuê bất hợp pháp sống trong nhà xe và chuồng ngựa. Năm 1965, tòa nhà được chuyển đổi thành trại hè cho trẻ em của công nhân của Công ty Lodz. Vào đầu những năm 1990, một cuộc cải tạo lớn của cung điện được thành lập bởi Văn phòng Bảo tồn Khu vực và chính quyền địa phương bắt đầu. Việc cải tạo này đã bị gián đoạn vào năm 1995 khi những người thừa kế hợp pháp của tòa nhà bắt đầu nỗ lực đòi lại quyền sở hữu của họ.

## Thiết kế
Cung điện được thiết kế theo phong cách Baroque muộn. Nó bao gồm một vật liệu gạch thạch cao, được xây dựng theo hình chữ nhật, với ba ban công nhô ra phía trên các tầng. Nó có một mái nhà mansard được phủ bằng kim loại tấm. Phần giữa phía trước ban công nhô được gắn đỉnh với một hình bán nguyệt đầu hồi. Khu vườn có một ban công nhô ra hình bán nguyệt, được gắn đỉnh với một gác mái Baroque hình bán nguyệt. Bức tường được ốp bằng các cột ở cả hai bên được trang trí theo kiểu nón lá. Hai ban công nhô ra ở hai bên mặt tiền của cung điện vượt xa khỏi mặt tiền. Mặt tiền được nhấn mạnh bởi các dải thạch cao thẳng đứng. Chỉ trong vườn hiện các ban công giữa có trang trí trụ bổ tường Ionic. Nội thất cung điện được chia thành hai phần: hành lang với cầu thang và phòng khách.

## Thời kỳ giữa chiến tranh
Trong thời kỳ giữa chiến tranh, hai tòa nhà có vị ở hai bên đường lái xe vào cung điện. Ở phía tây có một kho thóc hai tầng với những bức tường dày, có lẽ là tàn dư của sân nhà thuộc về chủ sở hữu trước đó. Chuồng ngựa và nhà huấn luyện viên nằm ở phía đông của đường lái xe.